# Ankara universitet
Ankara universitet (turkiska:  Ankara Üniversitesi) är ett offentligt universitet i den turkiska huvudstaden. Universitetet var det första högre lärosäte att bildas i den turkiska republiken. Universitetet grundade av Mustafa Kemal Atatürk 1925 och bestod ursprungligen av den juridiska fakulteten. Statsvetenskapliga fakulteten, även känd som Mekteb-i Mülkiye grundades i dåvarande Osmanska riket 1859, men blev en del av universitetet 23 March 1950. Idag finns det 15 olika fakulteter.

## Fakulteter
- Medicinska fakulteten
- Odontologiska fakulteten
- Farmaceutiska fakulteten
- Fakulteten för medicinsk pedagogik
- Veterinärmedicinska fakulteten
- Statsvetenskapliga fakulteten
- Juridiska fakulteten
- Naturvetenskapliga fakulteten
- Tekniska fakulteten
- Fakulteten för kommunikation
- Fakulteten för utbildningsvetenskaper
- Teologiska fakulteten
- Fakulteten för jordbruk